# Karancz Katalin
Karancz Katalin (Budapest, 1955. január 9. –) magyar színésznő.

## Életpályája
1981-ben végzett a Színház- és Filmművészeti Főiskolán. Színészi pályáját a Szegedi Nemzeti Színházban kezdte, majd játszott a győri Kisfaludyban, a Miskolci Nemzeti Színházban, és 1987 és 1991 között a zalaegerszegi Hevesi Sándor Színházban is.

## Színházi szerepeiből
- William Shakespeare: Cymbeline... Imogen, Cymbeline előbbi feleségének leánya
- William Shakespeare: Szentivánéji álom... Hermia, Egeus leánya, szerelmes Lysanderbe
- William Shakespeare: Ahogy tetszik... Phoebe, pásztorlány
- William Shakespeare: Vízkereszt, vagy amit akartok ... Olívia
- Makszim Gorkij: Éjjeli menedékhely... Anna
- Ljudmila Petrusevszkaja: Zeneórák... Nágya
- Bertolt Brecht: Koldusopera... Lucy, Tigris Brown lánya
- Maurice Maeterlinck: A kék madár... A Macska
- Georges Feydeau: Megáll az ész!... Mauricette,
- Alfonso Paso: Ön is lehet gyilkos... Isabella
- Robert Thomas: Nyolc nő... Suzon
- Jean Froissart – Georg Kaiser: A calais-i polgárok, avagy: Egy város becsülete... André D`Andres felesége
- Brendan Behan: A túsz... Teresa, falusi lány
- Ödön von Horváth: Mesél a bécsi erdő... Cselédlány
- Vörösmarty Mihály: Csongor és Tünde... Mirigy
- Barta Lajos: Szerelem... Böske
- Urbán Ernő: Uborkafa... Zsófi

## Filmek, tv
- Dundo Maroje (színházi előadás tv-felvétele, 1979)
- Shakespeare: Cymbeline (színházi előadás tv-felvétele, 1982)